# Hokuriku Broadcasting Company
Hokuriku Broadcasting Co., Ltd. (北陸放送株式会社 Hokuriku Hōsō Kabushiki-gaisha,  viết tắt: MRO) là mạng truyền hình địa phương Nhật Bản có trụ sở tại thành phố Kanazawa, Ishikawa. Thành lập vào ngày 24 tháng 12 năm 1951. MRO là thành viên liên kết với mạng truyền hình Japan News Network.